# Kanton La Capelle
La Capelle is een voormalig kanton van het Franse departement Aisne. Het kanton maakte deel uit van het arrondissement Vervins. Het werd opgeheven bij decreet van 21 februari 2014, met uitwerking in maart 2015.

## Gemeenten
Het kanton La Capelle omvatte de volgende gemeenten:
- Buironfosse
- La Capelle (hoofdplaats)
- Chigny
- Clairfontaine
- Crupilly
- Englancourt
- Erloy
- Étréaupont
- La Flamengrie
- Fontenelle
- Froidestrées
- Gergny
- Lerzy
- Luzoir
- Papleux
- Rocquigny
- Sommeron
- Sorbais